# Vășcăuți, Suceava
Vășcăuți (germană Waszkoutz am Sereth) este un sat în comuna Mușenița din județul Suceava, Bucovina, România. Satul este amplasat pe malul drept al râului Siret, la o distanță de cca. 4 km vest de orașul Siret.

## Recensământul din 1930
Componența etnică a satului Vășcăuți
     Români (52,2%)
     Germani (0,5%)
     Ruși (7%)
     Ruteni (33%)
     Polonezi (7,3%)
Componența confesională a satului Vășcăuți
     Ortodocși (84,9%)
     Romano-catolici (7,5%)
     Baptiști (1%)
     Greco-catolici (6,1%)
     Altă religie (1,9%)
Conform recensământului efectuat în 1930, populația satului Vășcăuți se ridica la 1108 locuitori. Majoritatea locuitorilor erau români (52,2%), cu o minoritate de germani (0,5%), una de ruși (7,0%), una de ruteni (33,0%) și una de polonezi (7,3%). Din punct de vedere confesional, majoritatea locuitorilor erau ortodocși (84,9%), dar existau și romano-catolici (7,5%), baptiști (1,0%) și greco-catolici (6,1%). Alte persoane au declarat: altă religie (7 persoane).